# タユマン駅
タユマン駅（タユマンえき、英語 : Tayuman LRT Station）は、マニラ市の中心地区の1つであるサンタクルーズ地区にあるマニラ・ライトレール・トランジット・システム (Manila LRT)  LRT-1線（グリーンライン）の駅であり、リザール (Rizal Avenue) と、タユマン通り (Tayuman Street) の交差点付近にある。

## 駅構造
相対式ホーム2面2線を有する高架駅である。

## 駅周辺
- 買い物
  - SM City San Lazaro
- 病院
  - San Lazaro Hospital
- 学校
  - 聖トマス大学 (英語：University of Santo Tomas)
- その他
  - Dangwa flower market
  - Espiritu Santo Church
  - Avida Towers San Lazaro
  - Celadon Manila Park and Residences
  - Vertex BPO Towers